# Simon Debré
Pour les autres membres de la famille, voir Famille Debré.
Simon Debré, né le 23 janvier 1854 à Westhoffen et mort le 15 mars 1939 à Paris, est un grand rabbin, en poste à Neuilly-sur-Seine à partir de 1888 et auteur d’un livre sur l’humour judéo-alsacien. Il est le patriarche de la famille Debré.

## Biographie
Simon Debré est le fils de Jacques Anselme Debré (Déprés), né à Traenheim le 30 décembre 1800, et de Blandine Kahn (ou Cahn), née à Westhoffen le 27 août 1817, mariés en 1846. Son grand-père Anselme (Anschel Moïse), originaire de Bavière, a pris le patronyme Déprés, devenu ultérieurement Debré, lors du décret impérial de 1808 imposant aux Juifs de prendre un nom de famille.
Né à Westhoffen dans le Bas-Rhin le 23 janvier 1854, il reçoit une éducation juive classique, assurée par le rabbin Salomon Lévy de Brumath. Il poursuit son cursus dans la yechiva de Wurtzbourg, en Allemagne où il apprend aussi à maîtriser l’allemand qu’il enseignera plus tard aux officiers de la garnison de Sedan et au collège municipal de cette ville. En effet, après des études au Séminaire israélite de France de 1873 à 1879, il est nommé rabbin de la cité ardennaise et occupe ce poste de 1880 à 1888 ; il est le premier rabbin à officier dans la synagogue de Sedan, nouvellement bâtie.
En 1882, il épouse Marianne Trenel, fille du rabbin Isaac Léon Trenel, directeur du Séminaire israélite. En 1888, il est le premier rabbin nommé à Neuilly-sur-Seine, dont la synagogue a été construite peu de temps auparavant. Au début des années 1900, il participe à la rédaction de l'article « Neuilly-sur-Seine » dans la Jewish Encyclopedia où il est dit qu'après sa nomination, « une période d'une si remarquable prospérité commença que la communauté est maintenant une des plus grandes de France ». À la fin de sa vie, en 1937, il peut obtenir l'agrandissement de la synagogue.
Outre ses activités communautaires, il enseigne le Talmud au Séminaire israélite, est aumônier du lycée Janson-de-Sailly à Paris et du Refuge de Neuilly.
Promu grand-rabbin à titre personnel, Simon Debré meurt en 1939 ; il est enterré au cimetière du Père-Lachaise (96e division), où le retrouveront son épouse et leur fils Germain.
Son successeur à la synagogue de Neuilly, Robert Meyers, mourra en déportation.

### Famille
Simon Debré est le beau-frère de Jacques Hadamard, qui lui-même est le beau-frère du grand-rabbin David Haguenau.
Il est le père de quatre enfants :
- Robert Debré (1882-1978), pédiatre
- Jacques Debré (1885-1969)
- Claire Debré-Schwartz (1888-1972), mère de Laurent Schwartz, mathématicien engagé et médaille Fields, Daniel Schwartz et Bertrand Schwartz, polytechniciens
- Germain Debré (1890-1948), architecte qui réalisa l'agrandissement de la synagogue de Neuilly

### Décoration
- Chevalier de la Légion d'honneur[5]

## Œuvre
Simon Debré a publié plusieurs livres cultuels mais il est principalement connu pour son ouvrage consacré à l’humour judéo-alsacien.
- L'Humour judéo-alsacien, éditions Rieder, Paris, 1933 (extraits disponibles sur le site du judaïsme d'Alsace et de Lorraine)

### Source
- « Notice consacrée à Simon Debré », sur Judaïsme d’Alsace et de Lorraine